# Mickey et ses amis : Top Départ !
Mickey Mouse Le Monde Merveilleux de Mickey
Mickey et ses amis : Top Départ ! (Mickey and the Roadster Racers) est une série télévisée d'animation américaine en 87 épisodes de 22 minutes diffusée entre le 15 janvier 2017 et le 1er octobre 2021 sur Disney Junior aux États-Unis et plus tard sur Disney Channel.
En France, elle est diffusée à partir du 26 août 2017 sur Disney Junior France, plus tard sur Disney Channel France puis sur France 5 dans Zouzous. Il s'agit de la seconde série spin-off de La Maison de Mickey après La Boutique de Minnie et conçue dans le but de remplacer la série d'origine.
La saison 3 marque un changement de nom de la série nommée Les Aventures de Mickey et ses amis ! (Mickey Mouse Mixed-Up Adventures).

## Synopsis
Mickey et ses amis s’affrontent dans des courses automobiles endiablées tout autour du monde, un peu comme Les Fous du Volant.

## Distribution

### Voix originales
- Bret Iwan : Mickey Mouse
- Bill Farmer : Dingo / Pluto / President
- Russi Taylor puis Kaitlyn Robrock (en) : Minnie Mouse
- Daniel Ross (en) : Donald Duck
- Tress MacNeille : Daisy Duck / Tic
- Jim Cummings : Pat Hibulaire
- Corey Burton : Ludwig Von Drake / Tac
- April Winchell : Clarabelle Cow

### Voix françaises
- Laurent Pasquier : Mickey Mouse
- Sylvain Caruso : Donald / Pluto / Tac
- Emmanuel Curtil : Dingo
- Marie-Charlotte Leclaire : Minnie Mouse
- Sybille Tureau : Daisy Duck
- Alain Dorval : Pat Hibulaire
- Jean-Claude Donda : Tic / Ludwig Von Drake / Le Président
- Évelyne Grandjean : Clarabelle Cow
- Céline Monsarrat : Mme Berlingot
- Kelly Marot : Almanda

## Épisodes
| Saison | Saison                                 | Épisodes | États-Unis       | États-Unis       | France         | France            |
| Saison | Saison                                 | Épisodes | Début            | Fin              | Début          | Fin               |
| ------ | -------------------------------------- | -------- | ---------------- | ---------------- | -------------- | ----------------- |
|        | 1                                      | 26       | 15 janvier 2017  | 23 mars 2018     | 26 août 2017   | 25 septembre 2018 |
|        | Les histoires toc-toc de Tic & Tac     | 8        | 13 novembre 2017 | 25 novembre 2017 | 18 avril 2018  | octobre 2018      |
|        | 2                                      | 25       | 13 avril 2018    | 2 août 2019      | août 2018      | octobre 2019      |
|        | 3, Les Aventures de Mickey et ses Amis | 36       | 14 octobre 2019  | 1er octobre 2021 | 3 février 2020 | 31 octobre 2021   |

### Saison 1 (2017 - 2018)
| №  | #  | Titre français                                               | Titre original                                          | Diffusion française | Diffusion originale | Code prod. |
| -- | -- | ------------------------------------------------------------ | ------------------------------------------------------- | ------------------- | ------------------- | ---------- |
| 1  | 1  | Le pneu collector de Mickey - Les Bénévoles à la rescousse   | Mickey's Wild Tire! - Sittin Kitty                      | 26 août 2017        | 15 janvier 2017     | 101        |
| 2  | 2  | L'essence de Dingo - Le petit grand gorille                  | Goofy Gas! - The Little Big Ape                         | 2 septembre 2017    | 15 janvier 2017     | 102        |
| 3  | 3  | La course du ruban Rigatoni - Voyage à Rome                  | Race for the Rigatoni Ribbon! - Roaming Around Rome     | 9 septembre 2017    | 16 janvier 2017     | 103        |
| 5  | 4  | La journée perfecto de Mickey - La grande course de voitures | Mickey's Perfecto Day! - Running of the Roadsters!      | 16 septembre 2017   | 20 janvier 2017     | 104        |
| 4  | 5  | Agent Double-Dingo - Œuf-Phorique                            | Agent Double-O-Goof - Egg-xasperating!                  | 23 septembre 2017   | 16 janvier 2017     | 105        |
| 6  | 6  | Grande course à Hawaï - Le hula des bénévoles                | It's Wiki Wiki Time - Happy Hula Helpers!               | 30 septembre 2017   | 27 janvier 2017     | 106        |
| 7  | 7  | L'affaire du rubis volé - Un thé mouvementé                  | Ye Olde Royal Heist - Tea Time Trouble!                 | 7 octobre 2017      | 3 février 2017      | 107        |
| 9  | 8  | Course et méditation. - L'hôtel en folie                     | Guru Goofy - Bed, Breakfast and Bungled!                | 14 octobre 2017     | 24 février 2017     | 108        |
| 8  | 9  | Abra-ka-Dingo ! - Les pâtissières bénévoles                  | Abra-ka-Goof! - Happy Birthday Helpers!                 | 21 octobre 2017     | 10 février 2017     | 109        |
| 10 | 10 | Les bolides-montgolfières - Partie de pêche                  | Going Upppppppppp! - Gone Fishin'!                      | 28 octobre 2017     | 10 mars 2017        | 110        |
| 12 | 11 | La course impossible - La croisière de la Saint-Valentin     | The Impossible Race - The Happiest Helpers Cruise!      | 4 novembre 2017     | 14 avril 2017       | 111        |
| 15 | 12 | Le bolide hanté - La fête d'Halloween de Pat                 | The Haunted Hot Rod - Pete's Ghostly Gala               | 21 octobre 2017     | 6 octobre 2017      | 112        |
| 11 | 13 | Le porte-bonheur. - Golf extrême                             | Goof Luck Charm - Teed Off!                             | 11 novembre 2017    | 24 mars 2017        | 113        |
| 14 | 14 | Dingo le casse-cou - La Grande coupe de la gadoue            | Daredevil Goofy! - The Big Broadcast                    | 2 décembre 2017     | 16 juin 2017        | 114        |
| 13 | 15 | Dingo gros cerveau - Buddy n'en fait qu'à sa tête            | Smarty Goof - Adventures in Buddysitting!               | 18 novembre 2017    | 12 mai 2017         | 115        |
| 16 | 16 | La voiture de collection - Lumière... Caméra... À l'aide     | Stop That Heist! - Lights, Camera, HELP!                | 6 janvier 2018      | 14 juillet 2017     | 116        |
| 17 | 17 | Mickey contre la Machine - Les jeux de l'extrême             | Mouse Vs. Machine! - Grandpa Beagle's Day Out           | 13 janvier 2018     | 28 juillet 2017     | 117        |
| 18 | 18 | Le garage de Donald - Les bénévoles au musée                 | Donald's Garage - Artful Helpers                        | 20 janvier 2018     | 11 août 2017        | 118        |
| 25 | 19 | Tout un fromage - Princesses de la mode                      | The Grand Food Truck Rally - Cuckoo La-La               | 27 janvier 2018     | 19 février 2018     | 119        |
| 19 | 20 | La course des animaux - Crise de jalousie                    | Ready, Get Pet... Go Pluto! - Figaro's New Friend!      | 3 février 2018      | 25 août 2017        | 120        |
| 20 | 21 | Fermé à double tour - Le monstre du lac                      | Garage Alone - Camp Happy Helpers                       | 16 février 2018     | 15 septembre 2017   | 121        |
| 21 | 22 | Défi top chrono / À la rescousse de la Hot Dog Cafèt'        | Billy Beagle's Tip-Top Garage - Diner Dog Rescue        | 5 mars 2018         | 5 novembre 2017     | 122        |
| 22 | 23 | Arrêt au stand / Fermières bénévoles                         | Pit Stop and Go - Alarm on the Farm                     | 3 mars 2018         | 17 novembre 2017    | 123        |
| 24 | 24 | Le jour de congé de Mickey et Pluto - La boutique de bonbons | Hot Dog Daze Afternoon - Super Sweet Helpers            | 10 mars 2018        | 15 janvier 2018     | 124        |
| 26 | 25 | La course musicale de Billy - Safari photo                   | Rockin' Roadsters - Safari, So Goody                    | 17 mars 2018        | 23 mars 2018        | 125        |
| 23 | 26 | Le Noël de Hot Dog Ville - Joyeux Noël les bénévoles         | Happy Hot Diggity Dog Holiday! - Happy Holiday Helpers! | 25 septembre 2018   | 1er décembre 2017   | 126        |

### Les histoires toc-toc de Tic & Tac (2017 - 2018)

#### Saison 1
| № | # | Titre français                | Titre original            | Diffusion française | Diffusion originale | Code prod. |
| - | - | ----------------------------- | ------------------------- | ------------------- | ------------------- | ---------- |
| ? | 1 | L'anniversaire de Mickey      | Mickey's Fireworks Fizzle | ?                   | 13 novembre 2017    | 127        |
| 1 | 2 | Bataille de cerfs volants !   | Kite-Tastrophy !          | 18 avril 2018       | 13 novembre 2017    | 128        |
| 2 | 3 | Les muffins de Minnie         | Minnie Muffin Mayhem      | 25 avril 2018       | 13 novembre 2017    | 129        |
| 4 | 4 | Pêche au trésor !             | Fishing for Treasure      | 23 mai 2018         | 13 novembre 2017    | 130        |
| 3 | 5 | Le maïs musical !             | Goofy's Corny Concerto    | 9 mai 2018          | 13 novembre 2017    | 131        |
| 5 | 6 | Erreur de livraison           | All Goofed Up !           | 21 novembre 2018    | 13 novembre 2017    | 132        |
| 6 | 7 | Pas de bain pour Tic & Tac    | Bird Bath and Beyond      | 22 novembre 2018    | 13 novembre 2017    | 133        |
| 7 | 8 | Un drôle de bonhomme de neige | Snow Bunny's Business     | 23 novembre 2018    | 25 novembre 2017    | 134        |

#### Saison 2
| №  | #  | Titre français                | Titre original              | Diffusion française | Diffusion originale | Code prod. |
| -- | -- | ----------------------------- | --------------------------- | ------------------- | ------------------- | ---------- |
| 1  | 1  | Maisons et châteaux de sables | Sand Castle Hassle          | ?                   | 31 décembre 2018    | ?          |
| 2  | 2  | Un vrai film d'action !       | Nutty Movie Madness         | ?                   | 31 décembre 2018    | ?          |
| 3  | 3  | Une nuit mouvementée          | Tree's a Crowd              | ?                   | 31 décembre 2018    | ?          |
| 4  | 5  | Floraison de Papillons !      | Butterfly Blooms            | ?                   | 31 décembre 2018    | ?          |
| 5  | 6  | Limonade pour tous !          | Buzz Around Town            | ?                   | 31 décembre 2018    | ?          |
| 6  | 7  | Chaussures à Ressort          | Goofy's Missing Shoes Blues | ?                   | 31 décembre 2018    | ?          |
| 7  | 8  | Noisette Musicale             | Musical Bowl of Nuts        | ?                   | 31 décembre 2018    | ?          |
| 8  | 4  | Une Saint-Valentin Boueuse    | My Muddy Valentine          | ?                   | 31 décembre 2018    | ?          |
| 9  | 10 | Halloween Toc-Toc !           | A Nutty Halloween           | ?                   | 30 novembre 2019    | ?          |
| 10 | 9  | Un Sapin pour Noël            | Tinsel Tussle               | ?                   | 30 novembre 2019    | ?          |

### Saison 2 (2018 - 2019)
| №  | #  | Titre français                                                                       | Titre original                                               | Diffusion française                 | Diffusion originale | Code prod. |
| -- | -- | ------------------------------------------------------------------------------------ | ------------------------------------------------------------ | ----------------------------------- | ------------------- | ---------- |
| 1  | 27 | Le coup de maître L'héroïque Hilda                                                   | The Biggest Heist Ever - Thrillin' Hilda                     | 3 septembre 2018 4 septembre 2018   | 13 avril 2018       | 201        |
| 2  | 28 | Opération : Hot-dog Le grand concours canin                                          | Stop Lazlo! - The Hot Diggity Dog Show                       | 5 septembre 2018 6 septembre 2018   | 4 mai 2018          | 215        |
| 3  | 29 | L'ami inattendu La randonnée des Petites Abeilles                                    | Donald's Stinky Day - The Hiking Honeybees                   | 7 septembre 2018 10 septembre 2018  | 11 juin 2018        | 203        |
| 4  | 30 | Mon amie, ma rivale Les Bénévoles remplaçants                                        | Racing Rivals - The Hapless Helpers                          | 11 septembre 2018 12 septembre 2018 | 25 juin 2018        | 204        |
| 5  | 31 | La course dingo Sauvez la pendule !                                                  | The Goofy Race - Cuckoo for Cuckoo Clocks !                  | 13 septembre 2018 14 septembre 2018 | 29 juin 2018        | 205        |
| 6  | 32 | Les pink turbos Journée de détente                                                   | The Roadsterettes ! - Oh Happy Day                           | 14 novembre 2018 15 novembre 2018   | 20 juillet 2018     | 209        |
| 7  | 33 | Le fantôme de la brasserie Coucou à Paris                                            | Phantom of the Café - Cuckoo in Paris                        | 20 novembre 2018 21 novembre 2018   | 3 août 218          | 206        |
| 8  | 34 | Super charge ! Super charge : Le Rallye Monstre de Mickey                            | Super-Charged ! - Super-Charged: Mickey's Monster Rally      | 12 novembre 2018 13 novembre 2018   | 17 août 2018        | 212        |
| 9  | 35 | La star et les bénévoles La Tic et Tac 1500                                          | Super-Charged: Pop Star Helpers - The Chip 'N Dale 500       | 26 novembre 2018 27 novembre 2018   | 24 août 2018        | 213        |
| 10 | 36 | Le concert de ukulélé Surf extrême à Hawaii                                          | Mickey's Ukulele Jam - Grandpa vs. Grandpa                   | 28 novembre 2018 29 novembre 2018   | 28 septembre 2018   | 207        |
| 11 | 37 | Le Manoir loufoque Mystère de minuit                                                 | Goof Mansion - A Doozy Night of Mystery                      | 22 novembre 2018 23 novembre 2018   | 5 octobre 2018      | 211        |
| 12 | 38 | Aventure en Amazonie Match de Football-Voiture                                       | Daisy's Photo Finish! - Super-Charged: Daisy's Grande Goal   | 18 février 2019 19 février 2019     | 19 octobre 2018     | 208        |
| 13 | 39 | La concurrence Chaussures en folie                                                   | Pluto and the Pup - Trouble at Floochi's!                    | 26 février 2019 27 février 2019     | 2 novembre 2018     | 210        |
| 14 | 40 | Le drive-in de Dingo - Compétition truquée                                           | Goofy's Drive-In - The Iron Mouse                            | 9 mars 2019                         | 9 novembre 2018     | 214        |
| 15 | 41 | Un secret très secret Le mystère du grand prix                                       | Mickey's Big Surprise - Meet the Beagles!                    | 16 novembre 2018 19 novembre 2018   | 16 novembre 2018    | 202        |
| 16 | 42 | Effet boule de neige Les Bénévoles sur glace !                                       | Snow-Go With the Flow - Happy Helpers on Ice!                | 22 février 2019 25 février 2019     | 30 novembre 2018    | 216        |
| 17 | 43 | Vive le ski ! Monsieur Pat, honorable maire                                          | Ski Trippin'! - My Fair Pete                                 | 20 février 2019 21 février 2019     | 18 janvier 2019     | 217        |
| 18 | 44 | La course au fromage La grande aventure                                              | Super-Charged: The Big Cheesy - Shenannygans!                | ?                                   | 15 février 2019     | TBA        |
| 19 | 45 | Concours de blagues La grosse dispute                                                | You Quack Me Up - Tree House Trouble                         | ?                                   | 29 mars 2019        | TBA        |
| 20 | 46 | Le Grand Prix de Mickey ! Daisy, la main verte                                       | Mickey’s Spring Grand Prix - My Little Daisy                 | 28 octobre 2019                     | 5 avril 2019        | 218        |
| 21 | 47 | La fantastique première journée de l'été de Mickey Clarabelle entre dans la course ! | Mickey’s Fun-tastical Field Day - Clarabelle on the Mooo-ve! | 29 octobre 2019                     | 17 mai 2019         | 219        |
| 22 | 48 | Donald à la poursuite des voitures de course La danse de Daisy                       | Super-Charged: Donald's Roadster Round-Up - The Daisy Dance! | 2 novembre 2019                     | 7 juin 2019         | 223        |
| 23 | 49 | Deux amis très, très proches La grosse surprise de M. Bigby                          | Super-Charged: Two Close Friends - Mr. Bigby's Big Night     | 31 octobre 2019                     | 14 juin 2019        | 221        |
| 24 | 50 | Dingo, chasseur de trésor Histoire de lamas                                          | Goof Quest - Llama Drama                                     | 1er novembre 2019                   | 5 juillet 2019      | 222        |
| 25 | 51 | Bonjour Jinx ! Les Bénévoles du Roi de la Casse                                      | Hi, Jinx! - Pete's Junkyard Helpers                          | 30 octobre 2019                     | 2 août 2019         | 220        |

### Saison 3: Les Aventures de Mickey et ses Amis (2019 - 2020)
| №  | #  | Titre français                                                                       | Titre original                                                       | Diffusion française | Diffusion originale | Code prod. |
| -- | -- | ------------------------------------------------------------------------------------ | -------------------------------------------------------------------- | ------------------- | ------------------- | ---------- |
| 1  | 52 | Le labo méli-mélo de Mickey. - Concours de bénévoles                                 | Mickey's Mixed-Up Motor Lab - Wishy Washy Helpers                    | 3 février 2020      | 14 octobre 2019     | 301/V501   |
| 2  | 53 | Le jour de la licorne. - Les Bénévoles à cheval                                      | One Unicorny Day! - The Happy Horse Helpers!                         | 4 février 2020      | 15 octobre 2019     | 302/V502   |
| 3  | 54 | La course safari-photo. - Ici, chaton, chaton, chaton !                              | Animal Antics - Here, Kitty, Kitty, Kitty!                           | 5 février 2020      | 16 octobre 2019     | 303/V503   |
| 4  | 55 | Le monster truck de Mickey. - La maison de vacances de Minnie                        | Mickey's Monstrous Truck! - Minnie's Vacation Home!                  | 6 février 2020      | 17 octobre 2019     | 304/V504   |
| 5  | 56 | Une journée méli-mélo. - La princesse Clarabelle                                     | Mixed-Up for a Day! - Princess Clarabelle!                           | 7 février 2020      | 18 octobre 2019     | 305/V505   |
| 6  | 57 | Un mariage à l'indienne. - Les Bénévoles à Bollywood                                 | A Gollywood Wedding - No Dilly Dally in New Delhi!                   | 14 février 2020     | 25 octobre 2019     | 306/V506   |
| 7  | 58 | La course amusante de Thanksgiving. - Les joyeux bénévoles de Thanksgiving           | Mickey's Thanksgiving Family Fun Race! - Happy Thanksgiving Helpers! | 12 février 2020     | 1er novembre 2019   | 307/V507   |
| 8  | 59 | Des apprentis mécanos passionnés. - Des invités très spéciaux à l'Hôtel du Roupillon | Caution: Kids at Work! - The Snoozy Doozy Pet and Breakfast!         | 10 février 2020     | 8 novembre 2019     | 308/V508   |
| 9  | 60 | Où est Mickey ? - Des Coucous à Hot Dog Ville !                                      | Caution: Where's Mickey? - Cuckoo in Hot Dog Hills!                  | Inconnu             | 15 novembre 2019    | 309/V509   |
| 10 | 61 | Journée Camping ! - La fête de l'illustre fondatrice                                 | Campy Camper Day! - Founder's Day Flounder                           | Inconnu             | 22 novembre 2019    | 310/V510   |
| 11 | 62 | Le Dingosaure - Les bénévoles à la maison du thé                                     | Goofasaur! - Teahouse Helpers                                        | Inconnu             | 13 décembre 2019    | 311/V511   |
| 12 | 63 | Papa Pluto - Les Bénévoles de la Saint-Valentin                                      | Papa Pluto - Happy Valentine Helpers                                 | Inconnu             | 17 janvier 2020     | 312/V512   |
| 13 | 64 | Patty O'Patrick - Daisy s'occupe de tout                                             | Petey O'Pete - Daisy Does It!                                        | Inconnu             | 21 février 2020     | 313/V513   |
| 14 | 65 | La nouvelle Maison de Mickey ! - Soirée pyjama pour Millie et Melody                 | Mickey's New Mouse House - Millie and Melody's Sleepover!            | Inconnu             | 6 mars 2020         | 314/V514   |
| 15 | 65 | McMickey avait une ferme - Les Bénévoles laborantines                                | Old McMickey Had a Farm - Happy Lab Helpers                          | Inconnu             | 27 mars 2020        | 315/V515   |
| 16 | 66 | La rénovation de l'aire de jeu ! - Le super salon de coiffure mobile !               | Hard Hat Diggity Dog! - Hair-Raising Helpers!                        | 30 novembre 2020    | 10 avril 2020       | 316/V516   |
| 17 | 67 | La sourse Restaurant de Donald - Les mini-bénévoles                                  | Donald's Fast Food 500/Mini-Helpers                                  | Inconnu             | 5 juin 2020         | ?          |
| 18 | 68 | Pique-nique japonais - Le Festival de la mode                                        | Hanami Hijinks/Happy Harajuku Helpers                                | 1 mars 2021         | 3 juillet 2020      | ?          |
| 19 | 69 | Le colocataire de Mickey - Rénovation personnalisée                                  | Mickey's Roommate/Minnie's Bow-Tel                                   | 27 février 2021     | 17 juillet 2020     | ?          |
| 20 | 70 | Journée Sportive pour Mickey - Allez les Petits Timides !                            | Mickey's Sporty Day/Go, Chili Dogs                                   | 3 décembre 2020     | 24 juillet 2020     | ?          |
| 21 | 71 | L'arbre à hot-dogs de Dingo - Joyeux anniversaire !                                  | Goofy's Hot Dog Harvest/Puppy Birthday to You!                       | 1 décembre 2020     | 14 août 2020        | ?          |
| 22 | 72 | Vacances à Hot Dog Ville - Mission chatons                                           | Holiday in Hot Dog Hills/Happy Kitty Helpers                         | 28 février 2021     | 11 septembre 2020   | ?          |
| 23 | 73 | La Grande Distribution - Le Concours Hippique                                        | Enough Stuff/The Hippity Hop Horse Show                              | 2 mars 2021         | 18 septembre 2020   | ?          |
| 24 | 74 | Le monstre du lac - L'aile Fantôme                                                   | The Mystery of Hot Dog Lake!/Phantom Wing                            | 4 mars 2021         | 2 octobre 2020      | ?          |
| 25 | 75 | Magie Trompeuse - L'art qui vient du cœur !                                          | Magic Tricked/Art From the Heart                                     | 5 mars 2021         | 16 octobre 2020     | ?          |
| 26 | 76 | Qui se ressemble s'assemble - Chut !                                                 | Duck, Duck Geese!/Shhhhh!                                            | 3 mars 2021         | 6 novembre 2020     | ?          |
| 27 | 77 | Amis sur roues - Journée super-top-stitieuse !                                       | Wheelchair Pals/Super-Duper-Stitious Day!                            | Inconnu             | 13 novembre 2020    | ?          |
| 28 | 78 | L'incroyable balade de Dingo et Pat ! - La journée "Des-Choses-Qui-Rendent-Heureux"  | Goofy and Pete's Wild Ride/The Happiest Day of All!                  | Inconnu             | 20 novembre 2020    | ?          |
| 29 | 79 | Tous à bord ! - L'Heure du bain                                                      | All Aboard the Hot Diggity Dog Express/Flea-bee Jeebies              | Inconnu             | 11 décembre 2020    | ?          |
| 30 | 80 | Que la fête commence ! - Chut, bébé dort !                                           | There Goes Our Fun/Don't Wake the Baby                               | Inconnu             | 1er janvier 2021    | ?          |
| 31 | 81 | Le Dilemme de Donald - Les Jeux Royal-ympiques                                       | Donald's Dilemma/The Royal-ympics!                                   | Inconnu             | 22 janvier 2020     | ?          |
| 32 | 82 | Le nouveaux copain de Tac - Le tournicoteur de Coucou Loulou                         | Dale's New Pal/The Cuckoo Turnstyler!                                | Inconnu             | 5 février 2020      | ?          |
| 33 | 83 | Heureux tout le temps - Joyeux ami-versaire !                                        | It's a Hap-Hap-Happy Hot Dog Hills!/Happy Friend-iversary            | Inconnu             | 19 février 2020     | ?          |
| 34 | 84 | Le pique-nique chante et danse - Il était une fois, un stand de limonade             | Crooner Mickey/Once Upon A Lemonade Stand                            | Inconnu             | 12 mars 2021        | ?          |
| 35 | 85 | Le tableau de Yogi - La ville rose                                                   | Holi, By Golly/The Pink City                                         | Inconnu             | 27 mars 2021        | ?          |